# Pseudomonas aeruginosa
Pseudomonas aeruginosa (também conhecida como Pseudomonas pyocyanea) é uma bactéria gram-negativa, baciliforme (característica morfotintorial) e aeróbia. Seu ambiente de origem é o solo, mas é capaz de viver mesmo em ambientes hostis. Se desenvolve com facilidade em ambientes úmidos, mesmo com carência nutricional. 
É um patogênico oportunista, ou seja, que raramente causa doenças em um sistema imunológico saudável, mas explora eventuais fraquezas do organismo para estabelecer um quadro de infecção. Essa característica, associada à sua resistência natural a um grande número de antibióticos e antissépticos a torna uma importante causa de infecções hospitalares.

## Patogenia
Patogênico de indivíduos com sistema imunológico comprometido, a P. aeruginosa normalmente infecta o aparelho respiratório, aparelho urinário, queimaduras, e também causa outras infecções sanguíneas. Em raras circunstâncias pode causar pneumonia por contágio entre humanos. É uma causa comum de infecções no ouvido (otite externa), de queimaduras e é frequente colonizador de equipamentos médicos. Se a infecção ocorrer em áreas vitais ela pode ser fatal.
A piocianina é um dos seus fatores de virulência da bactéria, conhecidos, em teste de laboratório, por causar morte em Caenorhabditis elegans por estresse oxidativo. No entanto, pesquisas indicam que o ácido salicílico pode inibir a produção de piocianina.

### Infecção hospitalar
Nos hospitais é uma das bactérias responsáveis pelas infecções hospitalares. A partir de 1991 surgiram as primeiras infecções hospitalares por cepas multirresistentes sensíveis apenas à Colistina. Sua elevada frequência no ambiente hospitalar explica-se parcialmente pela sua resistência a antibióticos e antissépticos leves. Um crescente número de estudos alertam para a relação entre o uso de desinfetantes e o surgimento de bactérias resistentes. Uma das hipóteses levantadas é o uso incorreto desses desinfetantes: lenços usados para limpar mais de uma superfície, diluição incorreta e mesmo os resíduos do desinfetante que ficam na superfície são possíveis causas para o favorecimento do surgimento de populações resistentes da bactéria através de processos como transdução, conjugação e transformação . Um estudo conduzido na Universidade Nacional da Irlanda traz evidências de que o uso de desinfetantes pode fazer com que as bactérias P. aeruginosa manifestem resistência não somente a ele, mas também aos antibióticos do tipo ciprofloxacina.

## Virulência[8][9]
- Fimbrias: É um fator de aderência da bactéria às células humanas
- Exopolissacarídeos: É secretado pela bactéria formando uma biopelícula. É capaz de isolar varias bactéricas formando uma colônia. Ademais, protege de opsonização (marcação), fagocitose, ação do complemento, ação mucociliar e de fármacos antimicrobianos [10]
- Hemolisinas: Há um tipo termolábil que atua como fosfolipase e degrada a membrana de células normais. Além disso, essa enzima é capaz de neutralizar o surfactante pulmonar e facilitar infecções de vias aéreas.
- Proteases: Enzimas que degradam tecido conectivo, factores do complemento e imunoglobulinas. Também auxilia na nutrição bacteriana, ao degradar proteínas que posteriormente são incorporadas pela célula.
- Exotoxina A: Tem atividade ADP ribosil transferase, inibindo a síntese proteica de células ao redor. Esse efeito causa dano nos tecidos circundantes[8][11]
- Sideróforos: São pigmentos (pioquelina e pioverdina) que sequestram o ferro extracelular para posterior incorporação pela bactéria[12]
- Enterotoxina: Atua sobre os enterócitos. Mesmo as evidências recentes não indicam que cause diarreia

## Metabolismo

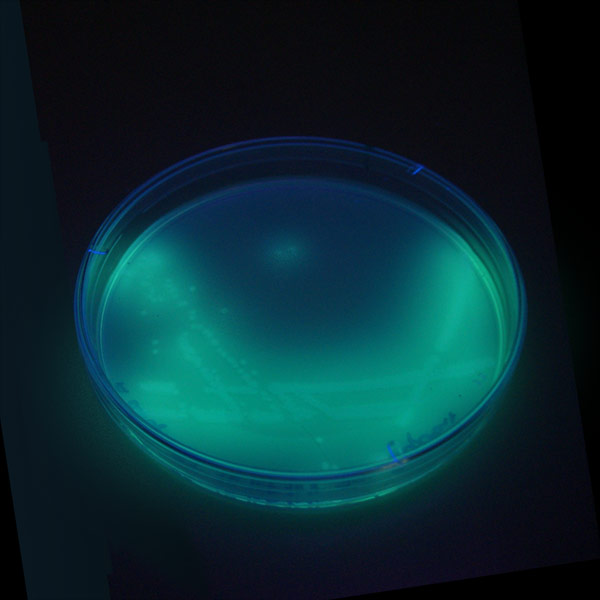
P. aeruginosa com pigmento fluorescente em luz UV.

P. aeruginosa é um anaeróbio facultativo, pois está bem adaptado para proliferar em condições de depleção parcial ou total de oxigênio. Este organismo pode atingir o crescimento anaeróbico com nitrato ou nitrito como aceptor de elétrons terminais. Quando oxigênio, nitrato e nitrito estão ausentes, ele é capaz de fermentar arginina e piruvato por fosforilação em nível de substrato. A adaptação a ambientes microaeróbicos ou anaeróbicos é essencial para certos estilos de vida de P. aeruginosa, por exemplo, durante a infecção pulmonar em fibrose cística e discinesia ciliar primária, onde camadas espessas de muco pulmonar e alginato produzido por bactérias ao redor das células bacterianas mucóides podem limitar a difusão de oxigênio. O crescimento de P. aeruginosa dentro do corpo humano pode ser assintomático até que a bactéria forme um biofilme, que sobrecarrega o sistema imunológico. Esses biofilmes são encontrados nos pulmões de pessoas com fibrose cística e discinesia ciliar primária e podem ser fatais.
Um ponto importante da bactéria Pseudomonas aeruginosa é a grande capacidade de formação de biofilmes, principalmente em encanamentos. Quando isso ocorre é necessária a realização da desinfecção pois, a partir deste momento, a água a ser consumida será seriamente contaminada pela bactéria. Quando isso ocorre em hospitais a situação se agrava devido ao risco da ingestão da bactéria por pessoas debilitadas.

## Susceptibilidade
Pessoas com fibrose cística, queimados, pacientes com câncer e imunodeprimidos são altamente susceptíveis ao agravamento do quadro de infecção por Pseudomonas aeruginosa. A sepse por pseudomonas tem elevada mortalidade. Além disso, adictos de droga endovenosas também estão sucetiveis devido a dissolução em solventes contaminados
O uso de lentes de contato também predispõe a infecções devido a contaminação do líquido de conservação. 

## Prevenção
É difícil prevenir infecções por pseudomonas porque estão amplamente distribuídas no meio ambiente, principalmente no hospitalar, mas se recomenda:
- Lavar as mãos regularmente.
- Não tocar feridas sem luvas.
- Desinfectar os ar-condicionados, pias e outros equipamentos com umidade.
- Trocar regulamente as sondas e cateteres.
- Isolamento de pacientes imunocomprometidos e queimados.
- A profilaxia com probiótico Lactobacillus pode retardar a infecção por colonização de Pseudomonas nos sistemas respiratório[19] e gástrico.[20]

## Tratamento
A P. aeruginosa É naturalmente resistente a muitos tipos de antibióticos, especialmente as penicilinas. Por isso frequentemente é descoberta em um cultivo depois de um tratamento mal sucedido com antibióticos, quando já podem ter resistências adicionais. Em caso de suspeita de multirresistência se recomenda que a eleição do antibiótico seja feita por um antibiograma, um teste de laboratório para descobrir qual antibiótico responde melhor em uma infecção específica.
Os antibióticos mais eficazes no tratamento de infecções por p.aeruginosa são:
- Aminoglicosídeos: Gentamicina ou amicacina, mas não canamicina.
- Quinolonas: Ciprofloxacina, levofloxacina, mas não moxifloxacina.
- Cefalosporinas: Ceftazidima, cefepima, cefoperazona, mas não cefuroxima, cefotaxima ou ceftriaxona.
- Carbapenêmicos: Meropenem, imipenem, doripenem, mas não ertapenem.
- Polimixinas: Colistina e polimixina B.[22][23]

Uma alternativa ao uso de antibióticos é fagoterapia contra P. aeruginosa foi investigada como um possível tratamento eficaz, que pode ser combinado com antibióticos, sem contra-indicações e com efeitos adversos mínimos.

## Rápida evolução
Em 2013, João Xavier descreveu um experimento em que P. aeruginosa, quando submetido a repetidas rodadas de condições adversas onde era necessário mais agilidade para conseguir alimentos, as pseudomonas (que normalmente só tem um flagelo) responderam desenvolvendo múltiplos flagelos. É um exemplo altamente replicável da teoria da evolução, útil para prever a evolução de bactérias perigosas.

## Interesse Industrial
Apesar de patógeno oportunista, P. aeruginosa tem sido utilizada para a produção comercial de um biossurfactante glicolipídico, os raminilipídeos. O tensoativo é reconhecido como um fator de virulência pela espécie in vivo. Por outro lado, na industria é produzido para aplicação em remoção de metais pesados de solo contaminado, na biorremediação de derramamento de petróleo e até mesmo em composição de fármacos.